# Maggie MacNeal
Maggie Macneal (nome verdadeiro: Sjoukje van't Spijker; Tilburg, 5 de maio de 1950) é uma cantora holandesa, que fez sucesso entre os anos 70 e anos 80, cantando em língua inglesa.
Sua carreira começou em 1971, com um cover de "I Heard It Through the Grapevine". Em 1972, juntamente con Wilhelm Duyn, conhecido como "Mouth", formou o grupo Mouth & MacNeal (en), com o qual criaram grandes sucessos como How do you do? ("Como você faz?"), que conquistou as paradas musicais em vários países da Europa e América.
Representou os Países Baixos em Festival Eurovisão da Canção 1974, juntamente com Mouth, onde interpretou  em inglês "I see a star", onde terminou em terceiro lugar Festival Eurovisão da Canção 1980, interpretando a canção "Amsterdam
" cantada em neerlandês e que terminou em quinto lugar.
Sua canção de maior sucesso é o hit de 1976 "When You're Gone" que embalou o romance de Eduardo e Vânia na novela global O Casarão.

## Discografia

### Álbuns
- Maggie MacNeal (1976)
- Fools Together (1977)
- Nighttime (1979)
- Amsterdam (1980)
- When You're Gone (1976)
- Leuk Voor Later (1989)